# Roodbrauwlooftiran
De roodbrauwlooftiran (Phylloscartes superciliaris) is een zangvogel uit de familie Tyrannidae (tirannen).

## Verspreiding en leefgebied
Deze soort komt voor van Costa Rica tot Venezuela en Ecuador. Er zijn drie ondersoorten:
- P. s. superciliaris: van Costa Rica tot westelijk Panama.
- P. s. palloris: oostelijk Panama en noordelijk Colombia.
- P. s. griseocapillus: noordwestelijk Venezuela, centraal Colombia en zuidoostelijk Ecuador.

## Status
De grootte van de populatie is in 2022 geschat op 50.000-500.000 volwassen vogels. Op de Rode lijst van de IUCN heeft deze soort de status niet bedreigd.